# はるのあしおと
『はるのあしおと』は、2004年7月23日に発売された、minori制作の18禁恋愛アドベンチャーゲームである。

## 概要
オープニングムービーの監督を新海誠が担当した。音声はフルボイス。また、ほとんどの場面でキャラクターが目パチ（まばたき）、口パクをする。
主人公を含め、各ヒロインの心の成長を描いている。攻略対象は幼げな容姿・体型のヒロインばかりだが、スタッフによると「仕様」とのこと。
“Deliver Spring to your heart ... as soon!”というサブタイトルを持つ。また、通称は「はるおと」。
同年10月には、ビジュアルファンブックも発売された。
2006年4月6日に、アルケミストからPlayStation 2版（CEROレーティング15歳以上対象）が発売された。これには、“Step of Spring”というサブタイトルが付されている。
また、ファンディスク「さくらのさくころ」もminoriより2006年3月31日に発売された。

## ストーリー
桜乃 樹（さくらの たつき）は東京の大学を卒業後、定職にも就かずに何となくフリーターの日々を過ごしていた。春のある日、大学で親しかった同窓生の白波瀬（しらはせ）から呼び出され、桜が満開の土手道で同僚と結婚するという話を打ち明けられる。密かに白波瀬に想いを寄せていた樹だったが生来の臆病さから何も言い出せず、白波瀬は笑顔のまま別れを告げて去っていった。
失恋の痛手を抱えた樹はバイトを辞めて生まれ故郷の芽吹野市（めふきのし）へ戻ると、そのまま自宅近くの安アパートに引きこもってしまう。そんな自堕落な生活を半年ほど続けていると、秋になって従妹の桜乃 悠（さくらの ゆう）から彼女が通う芽吹野学園の学園祭に誘われる。無邪気な従妹のしつこい誘いに折れて渋々訪れた学園で樹は、模擬店で元気に働く悠や、演劇の出し物から逃げ出してきた絶世の美少女・楓 ゆづき（かえで ゆづき）、着替え中だった優等生の藤倉 和（ふじくら なごみ）などの姿を見る。
そんなさなか、悠の父で学園長を務める桜乃 大樹（さくらの だいき）が過労で倒れ、長期入院に入ってしまう。見舞いに赴いた樹に、大樹は自分の代役として臨時教師の役を申し渡す。引きこもる甥に再起を促すための配慮だったが、その場に居合わせた和は出会いの悪印象から反対し、「こんな人に教師が務まるとは思えない」と辛辣な言葉をぶつけてくる。その言葉を聞いた瞬間、樹の脳裏には大学時代に白波瀬から教職を奨められた時の言葉が蘇り、半ば意地で伯父の申し出を受けることにしたのだった。
しかし、教員免許を持っているとはいえ、元より勉学に熱心ではなかった樹に気の利いた授業などできるはずもなく、当初は生徒たちからも笑われ自己嫌悪に陥る日々が続く。そんな中、受け持ちクラスの生徒である悠や和やゆづき、保健医になっていた幼なじみの篠宮 智夏（しのみや ちか）らとの交流を深めるにつれて、徐々に教師としての自覚に目覚めていく……。

## 主な登場人物
※声優は「PC版・OVA / PS2版」と表記する。

### メインキャラクター
桜乃 樹（さくらの たつき）
声：なし
主人公。東京で失恋し、故郷の芽吹野（めふきの）に帰ってきた。
カーキ色のショートヘア、中背童顔。瞳は緑色。学園では、青系のスーツ姿。普通高校の社会科教員免許を持つ。
帰郷後、しばらく引きこもり生活をしていたが、伯父の突然の入院を機に、桜鈴学園（おうりんがくえん）に臨時教師として勤めることになり、社会科の担当のほか、多忙となった楠木あおいに代わって3年生クラスの臨時担任となる。
桜乃 悠（さくらの ゆう）
声：鷹月さくら / 田口宏子
樹の従妹。小さい頃から樹を「おにーちゃん」と呼び、兄妹のように親しんできた。現在は「樹ちゃん」と呼んでいるが、特定ルートでは昔の呼び方をする場面もある。
身長142cm、体重32kg。スリーサイズはB68/W58/H68。樹より丸々頭1つ分小さく、容姿・性格共に小学生レベル。
金色のセミロングヘア。オレンジ色（厳冬期の私服姿ではミントグリーン）の大きなリボンでまとめている。頭頂部に2束のアホ毛がある。瞳は青緑色。オレンジ色のスニーカーに、クリーム色のニーソックスを愛用。本来ロングである制服のスカートをミニにしている。
八重歯がチャームポイントで、和には敵わないものの、スポーツ万能の元気キャラクター。母親を早くに亡くしたこともあり、家事はひととおりこなせる。
体操服やスクール水着の名札は、なぜかすべてひらがなで、しかも「さくらのゆ」と書いている。
藤倉 和（ふじくら なごみ）
声：桜井美鈴 / 岡田純子
悠のクラスメイトにして学級委員長。成績優秀でスポーツも得意。面倒見が良く人望は篤いが、出会いの印象が最悪だったこともあり、頼りない樹にだけは手厳しい。
身長154cm、体重42kg。スリーサイズはB75/W60/H78。
青いショートヘア。委員長キャラクターらしく、横長の眼鏡を掛けている。瞳は深紅。やや厚底のブーツに、黒ストッキングを愛用。
すべてにおいて有能で、料理の腕前もかなりのもの。
とある理由のためにお金を貯めており、ファミリーレストラン「LIEBCHEN」（リープヘン）でアルバイトをしている。
学園でピシッとしている反動か、プライベートではウサギ柄のどてらとタートルネックのセーターにジャージという、おしゃれとはほど遠い姿をしている。
楓 ゆづき（かえで ゆづき）
声：まきいづみ / 柳瀬なつみ
和のクラスメイトで親友。内向的な文学少女。実は大会社の社長令嬢で、家は裕福。味音痴で、ジャンクフードが好き。
身長150cm、体重44kg。スリーサイズはB78/W62/H80。
サーモンピンクの、サラサラロングヘア。左右の耳の上で、小さなリボンで1束ずつまとめている。瞳は紫色。
おとなしい一方で、言葉の端々に（本人は無意識に）黒く辛辣な表現が出る。お金持ちのお嬢様で料理をすることがほとんどない上に味音痴なので、料理も下手。
密かに小説を書いており、学園祭で上演される予定だった劇「ユメノカナタ」の脚本も書いた。
篠宮 智夏（しのみや ちか）
声：白石杏 / 西原久美子
樹や悠の幼なじみで、樹と同い年。桜鈴学園の保健医を務める。
身長145cm、体重40kg。スリーサイズはB80/W59/H81。年齢のわりには、生徒たちよりも遥かに幼く見える。
青緑色のロングヘア。ピンク色（私服姿や幼少時には黄色）のリボンで、左右の高さが少し違うツインテールにまとめている。頭頂部に、3束のアホ毛がある。瞳は金色を帯びた深い茶色。猫のバッジがついた赤い靴を愛用。保健医なので、学園内ではフリフリの多いゴスロリ調ながらピンク色ベースの服に、ピンク色の白衣を着用する。
見た目は幼いが、保健医だけあって包容力があり、言動は大人の強さと優しさを持っている。
幼い頃は料理が下手だったが、今はそれなりに上達している。おはぎ作りが得意。
学園の生徒たちには信頼されており、よく様々な相談を受けている。この相談時に出すため、お茶やコーヒー、紅茶などを保健室に常備している。
笑い方は「ほにゃっ」という感じらしい。
悠・ゆづき・和の各シナリオをすべて終えないと、智夏シナリオはプレイできない。

### 同級生5人組
※ 悠たちの同級生（桜鈴学園の3年生クラス）。全員の苗字に色名があり、その色と同じ髪の色をしている。実際にはそのような行動はないが、戦隊キャラとも呼ばれている。
赤根 和美（あかね かずみ）
声：草柳順子 / 同左
金朱色のショートヘア。瞳は金色を帯びた深い茶色。5人の中では最もボーイッシュで、性格も明るくハッキリしている。
青井 奈々子（あおい ななこ）
声：青山ゆかり / 友永朱音
青色のロングヘア。後ろでまとめているが、長いので先はバラバラ。瞳は濃い青緑色。
物静かで大人びており、威圧感すらあるキャラクター。巨乳なうえに腕組みをするので、さらに胸が強調される。
浅黄 樹里（あさぎ じゅり）
声：柊みかみ / 那須めぐみ
金茶色のショートヘア。瞳は青緑色。容姿・性格共に、とにかく目立たない。
黄色のキャラだが、カレーが好きかどうかは不明。なお、ファンディスク「さくらのさくころ」の「かべがみ」に、樹里が「魅惑のカレールウ」というタイトルの本を持っているイラストが収録されているので、少なくともカレーに関心があると思われる。
緑川 あかり（みどりかわ あかり）
声：成瀬未亜 / 同左
ライムグリーンのロングヘア。黄色のヘアバンドを着けている。瞳は金色を帯びた黒。スタイルは良い。
5人の中で唯一彼氏がいるが、それが悩みになっている。本来は明るく元気な性格。
桃園 香（ももぞの かおり）
声：星川未流来 / 原田ひとみ
ピンク色のセミロングヘア。後ろで巻き上げるようにまとめている。瞳は青緑色。背が低く、やや幼げな容姿。
基本的には明るい性格だが、責任感が強く、またやや気が小さいところもある。
智夏ルートでは、学園内でこっそり焼き芋を焼こうとした焚き火が、近くにあった廃材に燃え移るというボヤ騒ぎを起こしてしまう。
本編では語られなかったが、ファンディスク「さくらのさくころ」では樹に想いを寄せていることが明かされている。

### 桜鈴学園の教師
楠木 あおい（くすのき あおい）
声：ありす / あおきさやか
桜鈴学園の教師で、教頭代理（自称）として樹の指導と、教頭不在の間の校務に当たる。樹よりわずか2歳年上と若いが、極めて有能かつおちゃめ。
明るいライム色のロングヘア。頭頂部に、長さの違う2束のアホ毛がある。瞳は金色を帯びた黒。スーツに隠されているが、スタイルは相当良い。
日本酒、特に「山花」（さんか）という銘柄が好み。アルコールには非常に強い。
実は桜鈴学園の出身で、智夏とも親交があった。在校中には男性教師と恋仲だった。現在は、特定の彼氏はいない。
桜乃 大樹（さくらの だいき）
声：神威 / 郷里大輔
役職は桜鈴学園の教頭だが、実質的な権力者。悠の実父で、樹の伯父。
髪はかなり白髪が混じり、角刈り風の短髪にしている。恰幅があり、外見だけでも存在感のある人物。
豊富な人生経験に基づき、樹に厳しくかつ優しく接する一方、悠には激甘な親バカでもある。
過労がたたり、学園内で倒れて長期入院してしまうが、これが樹の桜鈴学園入りのきっかけとなる。

### その他
白波瀬（しらはせ）
声：松永雪希 / 永見はるか
樹が学生時代に都会で知り合い、想いを寄せていた女性。ファーストネームは公開されていない。
金茶色のロングヘア。ヘアピンで数か所を留めている。瞳は青緑色。ライムグリーンの上着を愛用。色白でスタイルも抜群。
就職後に社内の男性先輩と婚約し、樹とは友達以上恋人未満だった縁を切ることになる。
桜乃 富美絵（さくらの ふみえ）
声：児玉さとみ / 同左
樹の母。巨乳である。
樹と同じカーキ色の髪。後ろだけ長く、ライトグリーンのリボンでまとめている。瞳は青緑色。
悠の叔母で、早くに母を亡くした悠の母親代わりをしている。悠には弁当を作ってくれるが、うだつの上がらない実の息子には辛辣。
藤宮（ふじみや）
声：桜井美鈴 / -
minoriの前作『Wind』の登場キャラ・藤宮望の母親。外見は非常に若々しい。金色のロングヘア。
LIEBCHENで、ウェイトレスとして働いている。店長らとの関係は不明。
桜乃 ほのか（さくらの ほのか）
声：なし
智夏ルートのエンディングムービーに登場。樹・智夏の愛娘。本作の発売日と同じ2004年7月23日生まれ。
顔立ちは智夏に似ているが、髪は樹ゆずりのカーキ色。セミロングで、頭の左右でピンク色のリボンでまとめている。頭頂部やや前方に2束のアホ毛がある。瞳は智夏ゆずりで、金色を帯びた深い茶色。
保育園では保育士になった悠に世話をされ、中学の頃はゆづきが書いた小説を読み、桜鈴学園では教師になった和に教わる。そして、桜鈴学園の卒業式では、学園長に出世したあおいから卒業証書を受け取る。
桜鈴学園の卒業後は、両親を芽吹野に残し、単身東京へ出て行く。出発日は2022年3月22日で、通常の高校卒業（満18歳）には1年早いが、その理由は不明。
牧園（まきぞの）
声：なし
悠ルートで、樹と悠が訪れるファンシーショップの女性店員。
なかなか商売上手で、樹に25,500円のペアリングを買わせた。
結城 みのり（ゆうき みのり）
声：なし
悠ルートで、樹が持っているアダルトビデオに登場するAV女優。胸の大きさ以外は、悠によく似ている。
名前は、本作のメーカー名「minori」と、作画担当スタッフの結城辰也の名前を合わせたもの。
ビデオ自体は、悠に見つかり没収される（その後、悠はこれを見てテクニックを磨いたらしい）。

## 主な舞台
芽吹野（めふきの）
樹の故郷。山間の田舎町である。非電化らしきローカル線の駅がある。駅の近くはそれなりの繁華街で、ファミリーレストランなどもある。
町内には大きな川が流れていて、長い橋が架かっている。
冬場は、そこそこの積雪がある。春の桜には定評があるが、開花時期は遅い。
舞台イメージは長野県中野市。悠ルートのエンディングで見られる東京から芽吹野までの乗車券が東京山手線内発であることから、東京都心から101km～200kmの距離があると思われる。
OPでゆづきがいる西芽吹野駅（屋根がない）は、津軽線の今別駅、また町の中心駅である芽吹野駅は、秩父鉄道の長瀞駅がモデルとなっている。
桜鈴学園（おうりんがくえん）
芽吹野にある、歴史ある女子高。少子化のせいか過疎のせいか、生徒数は少なく、各学年1クラスずつしかない。
校舎は年季の入った二階建ての木造建築。隙間風やきしみもあるが、多くの教師や生徒たちには敬意をもって愛され、大切にされている。
学園内にはその名のとおり桜の木が多く、山間であるにもかかわらず、なぜか卒業式の時期に満開となる（和の話では、東京へ出る和は芽吹野の桜を見られないと述べており、町全体の開花時期はもっと遅いことになり、極めて奇異な現象である）。
年に1回、学園祭が催される。ただし、学園関係者以外は招待券がないと入れない。
教師も齢を重ねたベテランが多く、若手は樹とあおい、保健医の智夏の3人ぐらいらしい。
保健室のプレートには、智夏の手によるものなのか、猫の顔のイラストが描かれている。
保健室には、生徒の相談中に飲むためのコーヒーやお茶などが常備されている。また、相談中は入口に「しんさつちゅう」と書かれたゾウ形のプレート（智夏の手作り）が掲出される。
校舎のモデルは、長野県上田市の旧上田市立西塩田小学校。なお、中庭などは別の場所がモデルとなっている。
樹の部屋（たつきのへや）
樹の両親が経営するアパートの一室。建物は2階建てで、各戸のドアはマンション風の鉄扉。
室内は若い独身男の部屋らしく、いつも散らかっている。
奥ノ湯（おくのゆ）
銭湯。樹や和がまれに利用する。
LIEBCHEN（リープヘン）
駅近くの繁華街にあるファミリーレストラン。LIEBCHENとは、ドイツ語で「恋人」の意。制服はピンク色ベースでフリフリのメイド風。
店長の方針か、アルバイトは時間の融通がしやすい。このため、何かと学校の用事を引き受けざるをえない和のアルバイトが長く続いている。
和は、この制服姿をとても恥ずかしく思っている。このため、和の厳命により、たとえ親友のゆづきや教師たちであっても、和の友人知人の来店は禁止されている。
藤宮望の母親も、ウェイトレスとして働いている。

## 主なスタッフ
- 原作・監督：酒井伸和
- キャラクターデザイン・原画：KIMちー、庄名泉石
- シナリオ：鏡遊（和・ゆづき）・北川晴（悠・智夏）
- 音楽：天門
- オープニングムービー監督：新海誠
- エピローグ（エンディング）ムービー監督：tsukune.

## 主題歌
オープニングテーマ「春 -feel coming spring-」
作詞：酒井伸和 / 作曲・編曲：天門 / 歌：原田ひとみ
エンディングテーマ
キャラクターごとに4種類あり、メロディーラインは同じながらアレンジ・歌詞が変えられている。智夏エンディングのみフルコーラスとなっている（他キャラクターはムービー中にスタッフがテロップ表示されるが、智夏はノンテロップムービーの後、スタッフロールを表示）。
悠ED「笑顔の約束」
作詞：北川晴 / 作曲：天門 / 編曲：岩垂徳行 / 歌：鷹月さくら
和ED「Be Catch!」
作詞：酒井伸和 / 作曲・編曲：天門 / 歌：桜井美鈴
ゆづきED「Engagement」
作詞：鏡遊 / 作曲：天門 / 編曲：おおくまけんいち / 歌：まきいづみ
智夏ED「素敵な未来を」
作詞：御影 / 作曲：天門 / 編曲：Djangoman / 歌：白石杏
PS2版新ED曲「Spiral Spring -Step of Spring mix-」
作曲：LOOPCUBE / 歌：nomico
イメージソング「風に吹かれて」
作詞：？ / 作曲・編曲：？ / 歌：原田ひとみ
OVAオープニングテーマ「とどけて、My Heart!」
作詞：酒井伸和 / 作曲・編曲：天門 / 歌：原田ひとみ with 桜鈴シスターズ
OVAエンディングテーマ「いつか、また」
作詞：酒井伸和 / 作曲・編曲：天門 / 歌：原田ひとみ

### BGM
1. daily life
2. nostalgia
3. nocturnal
4. good time
5. happy together
6. resolution
7. recess
8. confess
9. clear morning
10. warming
11. terror
12. cheer up!
13. memory
14. tear
15. soliloquy
16. comical maker
17. hurry up!!
18. day by day
19. confession
20. breath
21. feel coming spring by piano
22. feel coming spring by musicbox
23. feel coming spring by ensemble
24. follow heart
25. evening glow

## 関連商品

### 書籍
- ビジュアルファンブック
  - ソフトバンクパブリッシング（現・ソフトバンククリエイティブ）のラズベリーブックスより発売。
  - 雑誌やグッズに使用されたビジュアルイラスト、線画・ラフ設定やスタッフコメントとストーリーダイジェストによる詳細なメインキャラクター紹介、絵コンテを使用したオープニング・エンディングムービー解説、スタッフや声優へのインタビュー記事にショートコミックまで収録した豪華版。
  - さらに、新作ドラマ2本（「楠木あおいの護身術教室」「ちょこれーと」）を収録したCDが付録となっている。

1. はるのあしおと ビジュアルファンブック （2004年10月24日初版発行・2004年10月20日発売） ISBN 4-7973-2844-4

### CD
- Solstice
  - minori自身が2004年8月13日に制作・発売した、インディーズCD。内容はオリジナルサウンドトラック。
  - 2枚組で、ゲーム中の全BGMとオープニング曲、各キャラクターのエンディングソングのフルバージョンが収録されている。
  - B5判サイズのハードカバーブック風のジャケットで、一体となったブックレットには5ページの描き下ろし絵本「猫」が掲載されている。

1. Solstice - an original sound track of "Feel coming spring" SW-010

- はるのうた
  - ツーファイブから2005年2月25日に発売された。
  - オープニングソングと各ヒロインのエンディングソングのリアレンジバージョンの他、イメージソングなどのヴォーカル曲を全11曲収録している。

1. はるのあしおと おりじなるそんぐあるばむ はるのうた TRCD10047

### ファンディスク
- さくらのさくころ
  - minoriから2006年3月31日に発売された。サブタイトルは“Feel Coming Spring Pleasurable Box.”で、通称「さくさく」。
  - それぞれ種類の違うディスク3枚組で、以下の内容となっている。
    - DVD-ROM - Windows用ゲームなどの本編。以下の内容が入っている。
      - 花札のおはなし - 新シナリオ。冬の放課後、なぜか学園の校舎から誰も出られなくなってしまう。どうやら「魔法の花札」のせいらしい。樹は、学園内に残っているメインキャラクター4名、戦隊キャラクター5人にあおいの計10人と「こいこい」で勝負することになる。もちろん勝利すると「ごほうびCG」が見られ、後でフリー対戦できるようになる。花札はWind -a breath of heart-に出て来る九月堂製である。
      - 花札フリー対戦 - 上記「花札のおはなし」で勝利したキャラクターと自由に「こいこい」の対戦ができるモード。なお、ここで勝利しても「ごほうびCG」は出ない。
      - おまけシナリオ from TG ver. - TECH GIAN誌の付録CDに収録されたショートシナリオ3本がプレイできるモード。以下の3シナリオが収録されている。
        - Act.1 ゆづき×和「栄養ドリンク」編
        - Act.2 悠×ゆづき「ゆづき陵辱」編
        - Act.3 和×悠「試験勉強」編

      - えっちなおはなし - 新シナリオによるサイドストーリー集。以下の8シナリオが収録されている。
        - case:桜乃 悠「目覚めは爽快?」
        - case:藤倉 和・楓 ゆづき「クッキーは初めての味」
        - case:篠宮 智夏「智夏先生の相談室」
        - case:桃園 香「私の桜乃先生」
        - case:緑川 あかり「小さな意地悪」
        - case:赤根 和美・青井 奈々子・浅黄 樹里「現実と妄想の狭間」
        - case:楠木 あおい「お姉さまにお願い!」
        - case:白波瀬「夢みる頃を過ぎても」

      - かべがみ - 31種を収録。サイズはそれぞれ1600×1200、1280×1024、1024×768の3種類。パッケージイラストや宣伝イラスト、キャラクター、オープニングの背景イラストなどがある。
      - あるばむ - 花札のおはなし・えっちなおはなしで表示されたCGが見られるモード。
      - システムボイス - メインキャラクター4名、戦隊キャラクター5人、あおい、白波瀬、大樹の計12名によるWindows用ボイス集。各キャラクターごとに10種～17種のボイスが収録されている。

    - DVD-VIDEO - OVA「はるのあしおと The Movie 桜鈴奪還」が収録されている。収録時間は約21分。ある日突然、桜鈴学園が何者かに占拠された。最後まで残り抵抗するのは、悠・和・ゆづきの3名のみ。実は、首謀者はあおいであった。悠たちは、あおいの手先となった戦隊キャラクター5名の鉄壁の防御を突破し、あおいの手から学園を取り戻すことができるのか!?
    - CD - a heart for you. 上記DVDに収録のOVA「桜鈴奪還」のエンディング曲。カップリングは、オープニング曲「とどけて、My Heart!」。どちらもフルバージョンで、それぞれのオリジナルカラオケも合わせて全4曲が収録されている。

1. とどけて、My Heart! 作曲/編曲：天門 作詞：酒井伸和 歌：原田ひとみ with 桜鈴シスターズ
2. いつか、また 作曲/編曲：天門 作詞：酒井伸和 歌：原田ひとみ
3. とどけて、My Heart!（オリジナルカラオケ）
4. いつか、また（オリジナルカラオケ）

1. さくらのさくころ 2006年3月31日発売 JANコード:4560194010040